# Comarca de Dourados
A Comarca de Dourados é uma comarca brasileira localizada no estado de Mato Grosso do Sul, a 235 quilômetros de capital, e pertencente ao Tribunal de Justica de Mato Grosso do Sul.

## Generalidades
Sendo uma das duas comarcas de entrância especial do estado junto com a de Campo Grande, tem uma superfície total de 4.086,387 km², o que totaliza pouco mais de 1% da superfície total do estado. A povoação total da comarca é de cerca de 200 mil habitantes, aproximadamente 10% do total da povoação do estado, e a densidade local é de aproximadamente 50 habitantes por km².
A comarca inclui apenas o município de Dourados. Limita-se com as comarcas de Rio Brilhante, Itapora, Maracaju, Ponta Pora, Caarapo, Fatima do Sul, Deodapolis, Angelica.
Economicamente possui PIB de R$ 3 543 858 000,00 e PIB per capita de R$ 18 074,64.
A comarca recebe o nome do Rio Dourados, rio que cruza o município de mesmo nome, sendo instituída em 12 de março de 1946, pelo Decreto-Lei n° 9055.